# NGC 4956
NGC 4956 (другие обозначения — UGC 8177, MCG 6-29-25, ZWG 189.17, PGC 45236) — линзообразная галактика (S0) в созвездии Гончие Псы.
Показатель цвета в инфракрасном диапазоне указывает на то, что пыль в центре галактики сильно разогрета. Это может быть объяснено наличием активного ядра, у которого, однако, пока не наблюдается джетов, так как излучение в дальнем ультрафиолетовом диапазоне отсутствует. Соответственно, активное ядро ещё не влияет на окружающее звездообразование.
Этот объект входит в число перечисленных в оригинальной редакции «Нового общего каталога».